# Кортенова
Кортенова (итал. Cortenova) је насеље у Италији у округу Леко, региону Ломбардија.
Према процени из 2011. у насељу је живело 1238 становника. Насеље се налази на надморској висини од 470 м.

## Становништво
| 1936. | 1951. | 1961. | 1971. | 1981. | 1991. | 2001. | 2011. |
| ----- | ----- | ----- | ----- | ----- | ----- | ----- | ----- |
| 1.092 | 1.062 | 1.071 | 1.185 | 1.222 | 1.217 | 1.254 | 1.265 |